# Чемпіонат світу з легкої атлетики 2017 — біг на 1500 метрів (чоловіки)
Змагання з бігу на 1500 метрів серед чоловіків на Чемпіонаті світу з легкої атлетики 2017 у Лондоні проходили 10, 11 і 13 серпня на Олімпійському стадіоні.

## Рекорди
На початок змагань основні рекордні результати були такими:
| WR | Гішам ель Герруж Марокко | 3.26,00 | Рим Італія      | 14 липня 1998  |
| CR | Гішам ель Герруж Марокко | 3.27,65 | Севілья Іспанія | 24 серпня 1999 |
| WL | Елайджа Манангої Кенія   | 3.28,80 | Фонв'єй Монако  | 21 липня 2017  |

## Розклад
| Дата           | Час початку | Стадія    |
| -------------- | ----------- | --------- |
| 10 серпня 2017 | 20:25       | Забіги    |
| 11 серпня 2017 | 20:10       | Півфінали |
| 13 серпня 2017 | 20:30       | Фінал     |

Вказаний місцевий час (UTC+0)

## Результати

### Забіги
Умови кваліфікації до наступного раунду: перші шестеро з кожного забігу (Q) та шестеро найшвидших за часом з тих, які посіли у забігах місця, починаючи з сьомого (q).
Забіг 1
| Місце | Атлет                   | Країна          | Час     | Примітки |
| ----- | ----------------------- | --------------- | ------- | -------- |
| 1     | Елайджа Манангої        | Кенія           | 3.45,93 | Q        |
| 2     | Асбел Кіпроп            | Кенія           | 3.45,96 | Q        |
| 3     | Тімо Бенітц             | Німеччина       | 3.46,01 | Q        |
| 4     | Абдалааті Ігідер        | Марокко         | 3.46,03 | Q        |
| 5     | Марцин Левандовський    | Польща          | 3.46,06 | Q        |
| 6     | Джордан Вільямс         | Австралія       | 3.46,11 | Q        |
| 7     | Маєдін Мекіссі-Бенаббад | Франція         | 3.46,17 |          |
| 8     | Самуель Тефера          | Ефіопія         | 3.46,22 |          |
| 9     | Давід Торренс           | Перу            | 3.46,39 |          |
| 10    | Аянлех Сулейман         | Джибуті         | 3.46,64 |          |
| 11    | Джош Керр               | Велика Британія | 3.47,30 |          |
| 12    | Абдеррахман Ану         | Алжир           | 3.47,38 |          |
| 13    | Давід Бустос            | Іспанія         | 3.47,52 |          |
| 14    | Меттью Сентровіц        | США             | 3.48,34 |          |
|       | Тьягу Андре             | Бразилія        | DNS     |          |

Забіг 2
| Місце | Атлет            | Країна               | Час     | Примітки |
| ----- | ---------------- | -------------------- | ------- | -------- |
| 1     | Садік Міху       | Бахрейн              | 3.42,12 | Q        |
| 2     | Якуб Голуша      | Чехія                | 3.42,31 | Q        |
| 3     | Кріс О'Хер       | Велика Британія      | 3.42,53 | Q        |
| 4     | Рональд Мусагала | Уганда               | 3.42,75 | Q        |
| 5     | Нік Вілліс       | Нова Зеландія        | 3.42,75 | Q        |
| 6     | Роббі Ендрюс     | США                  | 3.43,03 | Q        |
| 7     | Рональд Квемой   | Кенія                | 3.43,10 | q        |
| 8     | Федеріко Бруно   | Аргентина            | 3.43,16 |          |
| 9     | Раян Грегсон     | Австралія            | 3.43,28 |          |
| 10    | Марк Алькала     | Іспанія              | 3.43,28 |          |
| 11    | Бенджамін Ензема | Екваторіальна Гвінея | 3.48,39 |          |
| 12    | Домінік Лобалу   | ART                  | 3.52,78 | PB       |
| 13    | Ріхард Даума     | Нідерланди           | 3.55,36 | q        |
|       | Брахім Акашаб    | Марокко              | DNS     |          |
|       | Чала Регасса     | Ефіопія              | DNS     |          |

Забіг 3
| Місце | Атлет              | Країна          | Час     | Примітки |
| ----- | ------------------ | --------------- | ------- | -------- |
| 1     | Люк Метьюз         | Австралія       | 3.38,19 | Q        |
| 2     | Тімоті Черуйот     | Кенія           | 3.38,41 | Q        |
| 3     | Філіп Інгебрігтсен | Норвегія        | 3.38,46 | Q        |
| 4     | Джейк Вайтмен      | Велика Британія | 3.38,50 | Q        |
| 5     | Гомію Тесфає       | Німеччина       | 3.38,57 | Q        |
| 6     | Адель Мечаль       | Іспанія         | 3.38,99 | Q        |
| 7     | Фуад Елькам        | Марокко         | 3.39,33 | q        |
| 8     | Джон Грегорек      | США             | 3.39,62 | q        |
| 9     | Калле Берглунд     | Швеція          | 3.39,62 | q        |
| 10    | Бенсон Сеурей      | Бахрейн         | 3.39,77 | q        |
| 11    | Міхал Розмис       | Польща          | 3.40,28 | q        |
| 12    | Ісмаель Дебжані    | Бельгія         | 3.43,71 |          |
| 13    | Гарві Діксон       | Гібралтар       | 3.44,03 | NR       |
| 14    | Ерік Родрігес      | Нікарагуа       | 3.52,35 | SB       |
|       | Тареса Толоса      | Ефіопія         | DNF     |          |

### Півфінали
Умови кваліфікації до наступного раунду: перші п'ятеро з кожного забігу (Q) та двоє найшвидших за часом з тих, які посіли у забігах місця, починаючи з шостого (q).
Забіг 1
| Місце | Атлет              | Країна          | Час     | Примітки |
| ----- | ------------------ | --------------- | ------- | -------- |
| 1     | Елайджа Манангої   | Кенія           | 3.40,10 | Q        |
| 2     | Асбел Кіпроп       | Кенія           | 3.40,14 | Q        |
| 3     | Філіп Інгебрігтсен | Норвегія        | 3.40,23 | Q        |
| 4     | Садік Міху         | Бахрейн         | 3.40,52 | Q        |
| 5     | Адель Мечаль       | Іспанія         | 3.40,60 | Q        |
| 6     | Абдалааті Ігідер   | Марокко         | 3.40,76 |          |
| 7     | Люк Метьюз         | Австралія       | 3.40,91 |          |
| 8     | Джейк Вайтмен      | Велика Британія | 3.41,79 |          |
| 9     | Рональд Мусагала   | Уганда          | 3.42,01 |          |
| 10    | Міхал Розмис       | Польща          | 3.42,94 |          |
| 11    | Тімо Бенітц        | Німеччина       | 3.44,38 |          |
|       | Роббі Ендрюс       | США             | DNF     |          |

Забіг 2
| Місце | Атлет                  | Країна          | Час     | Примітки |
| ----- | ---------------------- | --------------- | ------- | -------- |
| 1     | Якуб Голуша            | Чехія           | 3.38,05 | Q        |
| 2     | Тімоті Черуйот         | Кенія           | 3.38,24 | Q        |
| 3     | Марцин Левандовський   | Польща          | 3.38,32 | Q        |
| 4     | Кріс О'Хер             | Велика Британія | 3.38,59 | Q        |
| 5     | Фуад Елькам            | Марокко         | 3.38,64 | Q        |
| 6     | Нік Вілліс             | Нова Зеландія   | 3.38,68 | q        |
| 7     | Джон Грегорек          | США             | 3.38,68 | q        |
| 8     | Джордан Вільямс        | Австралія       | 3.38,93 |          |
| 9     | Рональд Квемой         | Кенія           | 3.39,47 |          |
| 10    | Гомію Тесфає           | Німеччина       | 3.39,72 |          |
| 11    | Калле Берглунд         | Швеція          | 3.40,05 |          |
| 12    | Бенсон Кіплагат Сеурей | Бахрейн         | 3.40,96 |          |
| 13    | Річард Дума            | Нідерланди      | 3.47,74 |          |

### Фінал
| Місце | Атлет                | Країна          | Час     | Примітки |
| ----- | -------------------- | --------------- | ------- | -------- |
| 1     | Елайджа Манангої     | Кенія           | 3.33,61 |          |
| 2     | Тімоті Черуйот       | Кенія           | 3.33,99 |          |
| 3     | Філіп Інгебрігтсен   | Норвегія        | 3.34,53 |          |
| 4     | Адель Мечаль         | Іспанія         | 3.34,71 |          |
| 5     | Якуб Голуша          | Чехія           | 3.34,89 |          |
| 6     | Садік Міху           | Бахрейн         | 3.35,81 |          |
| 7     | Марцин Левандовський | Польща          | 3.36,02 |          |
| 8     | Нік Вілліс           | Нова Зеландія   | 3.36,81 |          |
| 9     | Асбел Кіпроп         | Кенія           | 3.37,24 |          |
| 10    | Джон Грегорек        | США             | 3.37,56 |          |
| 11    | Фуад Елькам          | Марокко         | 3.37,72 |          |
| 12    | Кріс О'Хер           | Велика Британія | 3.38,28 |          |